# 第74回全国高等学校ラグビーフットボール大会
第74回全国高等学校ラグビーフットボール大会（だい74かいぜんこくこうとうがっこうラグビーフットボールたいかい）は、1994年12月から1995年1月まで近鉄花園ラグビー場にて行われた、全国高校ラグビー選手権である。優勝は神奈川県の相模台工業高校（2回目）。

## 出場校
※マークはシード校
北海道
- 北北海道代表 - 北見北斗 （13年連続29回目）
- 南北海道代表 - 函館大有斗 （3年連続8回目）

東北
- 青森県代表 - 三本木農 （3年ぶり7回目）
- 岩手県代表 - 盛岡工 （3年ぶり22回目）
- 宮城県代表 - 仙台育英 （18年ぶり2回目）
- 秋田県代表 - 男鹿工※ （2年ぶり3回目）
- 山形県代表 - 山形中央 （3年連続4回目）
- 福島県代表 - 磐城 （4年連続12回目）

関東
- 茨城県代表 - 茗溪学園※ （2年ぶり8回目）
- 栃木県代表 - 国学院栃木 （2年連続2回目）
- 群馬県代表 - 東農大二※ （10年連続11回目）
- 埼玉県代表 - 埼工大深谷※ （3年ぶり2回目）
- 千葉県代表 - 専大松戸 （5年ぶり2回目）
- 東京都第一代表 - 国学院久我山※ （4年連続20回目）
- 東京都第二代表 - 東京 （初出場）
- 神奈川県代表 - 相模台工※ （5年連続15回目）
- 山梨県代表 - 日川※ （17年連続26回目）

北信越
- 新潟県代表 - 新潟工 （2年連続23回目）
- 長野県代表 - 岡谷工 （11年連続11回目）
- 富山県代表 - 富山一 （2年連続3回目）
- 石川県代表 - 羽咋工 （5年連続17回目）
- 福井県代表 - 若狭東 （2年ぶり17回目）

東海
- 静岡県代表 - 東海大一 （2年連続7回目）
- 愛知県代表 - 西陵商 （8年連続27回目）
- 岐阜県代表 - 関商工 （3年連続18回目）
- 三重県代表 - 四日市農芸 （4年連続4回目）

近畿
- 滋賀県代表 - 八幡工 （7年連続13回目）
- 京都府代表 - 花園※ （2年連続20回目）
- 大阪府第一代表 - 同志社香里※ （3年ぶり4回目）
- 大阪府第二代表 - 啓光学園※ （4年連続7回目）
- 大阪府第三代表 - 淀川工※ （2年連続13回目）
- 兵庫県代表 - 報徳学園 （7年連続25回目）
- 奈良県代表 - 天理 （9年連続50回目）
- 和歌山県代表 - 和歌山工 （2年ぶり11回目）

中国
- 鳥取県代表 - 倉吉東 （3年ぶり3回目）
- 島根県代表 - 江の川 （4年連続4回目）
- 岡山県代表 - 津山工 （8年連続14回目）
- 広島県代表 - 広島工 （2年連続26回目）
- 山口県代表 - 大津 （2年連続13回目）

四国
- 徳島県代表 - 貞光工 （3年ぶり14回目）
- 香川県代表 - 坂出工 （2年ぶり10回目）
- 愛媛県代表 - 新田 （2年連続34回目）
- 高知県代表 - 土佐塾 （初出場）

九州・沖縄
- 福岡県代表 - 東福岡 （3年連続7回目）
- 佐賀県代表 - 佐賀工 （13年連続23回目）
- 長崎県代表 - 長崎北陽台※ （3年ぶり3回目）
- 熊本県代表 - 熊本工 （3年ぶり26回目）
- 大分県代表 - 大分舞鶴※ （9年連続33回目）
- 宮崎県代表 - 高鍋 （6年ぶり9回目）
- 鹿児島県代表 - 鹿児島工 （2年連続6回目）
- 沖縄県代表 - コザ高 （3年ぶり9回目）

## 試合時間
※全試合30分ハーフで行う。同点で終了した場合は1.トライ数2.ゴール数3.抽選の順にて次回出場校を決める。

## 試合

### 1回戦
- 関商工 51 - 0 倉吉東
- 報徳学園 19 - 0 羽咋工
- 三本木農 24 - 0 和歌山工
- 東福岡 16 - 15 東京
- 鹿児島工 23 - 10 函館大有斗
- 山形中央 53 - 0 土佐塾
- 岡谷工 20 - 0 津山工
- 熊本工 18 - 13 国学院栃木
- 東海大一 18 - 17 貞光工
- 江の川 35 - 10 新潟工

- 大津 20 - 18 仙台育英
- 高鍋 40 - 0 若狭東
- 西陵商 76 - 7 坂出工
- 専大松戸 38 - 3 八幡工
- 佐賀工 76 - 3 磐城
- 天理 38 - 10 北見北斗
- 盛岡工 40 - 18 コザ
- 新田 16 - 8 四日市農芸
- 広島工 13 - 10 富山一

### 2回戦
- 関商工 19 - 11 東農大二
- 報徳学園 7 - 5 三本木農
- 東福岡 24 - 15 埼工大深谷
- 同志社香里 19 - 10 鹿児島工
- 茗溪学園 59 - 0 山形中央
- 大分舞鶴 53 - 3 岡谷工
- 男鹿工 22 - 10 熊本工
- 長崎北陽台 44 - 6 東海大一

- 日川 21 - 10 江の川
- 大津 22 - 8 高鍋
- 相模台工 21 - 0 西陵商
- 淀川工 7 - 7 専大松戸
- 国学院久我山 46 - 5 佐賀工
- 啓光学園 17 - 10 天理
- 盛岡工 23 - 10 新田
- 花園 34 - 12 広島工

### 3回戦
- 関商工 28 - 20 報徳学園
- 同志社香里 31 - 19 東福岡
- 大分舞鶴 26 - 10 茗溪学園
- 長崎北陽台 35 - 7 男鹿工

- 日川 43 - 0 大津
- 相模台工 20 - 10 淀川工
- 国学院久我山 15 - 13 啓光学園
- 花園 23 - 11 盛岡工

### 準々決勝
- 同志社香里 22 - 15 関商工
- 長崎北陽台 20 - 18 大分舞鶴

- 相模台工 36 - 23 日川
- 国学院久我山 23 - 12 花園

### 準決勝
- 長崎北陽台 18 - 12 同志社香里
- 相模台工 13 - 6 国学院久我山

### 決勝
- 相模台工（2年連続2回目） 27 - 12 長崎北陽台

## 関連試合

### 第18回高校東西対抗試合
- 大会で特に活躍した選手を選抜した上で東西に分かれて行ういわば高校ラグビー版オールスターゲームである。

東軍監督柴田淳、西軍監督浦敏明、1995年1月15日 国立競技場 試合結果東軍 32-24 西軍